# 大阪市立都島第二工業高等学校
大阪市立都島第二工業高等学校（おおさかしりつ みやこじまだいにこうぎょうこうとうがっこう）は、大阪府大阪市都島区にあった公立高等学校。

## 概要
夜間定時制課程を単独設置していた高等学校である。全日制の大阪市立都島工業高等学校と校舎を共用していた。
工業高等学校という名称だが、工業系学科のほかに普通科も併設していた。2学期制・単位制を導入している。また4年制だが、現在では単位を落とさなければ、追加の授業を履修することなく3年で全課程を修了することが可能となっている。
2021年度新入生を最後に募集を停止し、2025年3月に閉校した。また2022年度以降は大阪府に移管され、2022年度～2024年度の3年間のみ大阪府立都島第二工業高等学校の校名となった。

## 沿革
夜間課程の大阪市立大阪工業学校付属工業補習夜学校として、大阪工業学校（大阪市立都島工業高等学校の前身）に併設し校舎を時間差で共有する形で、1909年に開校した。その後大阪市立工業補習学校（1920年）・大阪市立工業専修学校（1924年）・大阪市立都島工業専修学校（1926年）へと改称している。
開校当初は大阪市北区北野牛丸町（現在の大阪駅北口付近）に校舎があったが、大阪駅の拡張工事に伴い立ち退きの対象となり、1925年に現在地に移転している。
さらに1935年には青年学校令が施行された。大阪市では法令改正を機に、一部の市立実業補習学校を乙種実業学校へと昇格させることにした。当時の大阪市立都島工業専修学校も昇格の対象となり、大阪市立都島第二工業学校へと改編された。
太平洋戦争の戦災の影響で、1945年から翌1946年にかけて、空襲で校舎が被災するなどして廃校となった大阪市立難波工業学校第二本科・大阪市立東第二工業学校・大阪市立酉島第二工業学校を相次いで合併している。
学制改革により、1948年に新制高等学校として大阪市立都島第二工業高等学校が発足した。定時制課程を単独で設置し、機械科・電気科・建築科・土木科を置いた。
翌1949年には普通科も併設した。大阪府内の公立高等学校では、終戦直後に総合制課程をとっていても数年で廃止されて普通科単独もしくは専門学科単独となる例が多くあったが、都島第二工業高等学校ではその後も2025年3月の閉校まで、普通科と工業系学科を併設した課程がとられていた。
1991年には土木科を都市工学科に改組し、また1997年には単位制課程を導入した。

### 府立移管と閉校
大阪市と大阪府の方針により、大阪市立の高等学校全校を大阪府に移管する方針が具体化し、2020年12月に大阪市会および大阪府議会で移管に関連する条例が可決された。これに伴い大阪市立の高等学校全校は2022年度より大阪府に移管されることになった。
これに伴い大阪市立の定時制単独高校は募集を停止し、校舎を共用する全日制高校の定時制課程として統合再編されることになった。都島第二工業高等学校は2021年新入生を最後に募集を停止し、2022年度以降は大阪府立都島工業高等学校定時制課程総合学科として募集する。在校生の学籍は卒業まで都島第二工業高等学校となるが、大阪府立として移管された上で新たな都島工業高校定時制課程と併存し、最後の学年が卒業する2025年3月に閉校した。

### 年表
- 1909年 - 大阪市立大阪工業学校付属工業補習夜学校として授業開始。
- 1920年 - 大阪市立工業補習学校と改称。
- 1924年 - 大阪市立工業専修学校と改称。
- 1925年 - 現在地に移転。
- 1926年 - 大阪市立都島工業専修学校と改称。
- 1935年 - 大阪市立都島第二工業学校と改称。
- 1945年 - 大阪市立難波工業学校第二本科・大阪市立東第二工業学校を合併。
- 1946年 -  大阪市立酉島第二工業学校を合併。
- 1948年 - 学制改革により、大阪市立都島第二工業高等学校となる。
- 1949年 - 普通科を設置。
- 1997年 - 単位制課程へ改編。
- 2009年 - 工業科を総合募集にする。
- 2021年 - この年を最後に新入生募集を停止。
- 2022年 - 大阪府に移管。
- 2025年 - 閉校。

## 出身者
- 三並義忠 - 工学技術者、自動電気釜を開発。

## 交通
- Osaka Metro谷町線 都島駅4号出入口よりすぐ。
- 大阪シティバス 「地下鉄都島」バス停。
- JR西日本 大阪環状線 桜ノ宮駅より北へ約800m